# Millosevichite
La millosevichite è un minerale.